# Marktkirche (Wiesbaden)

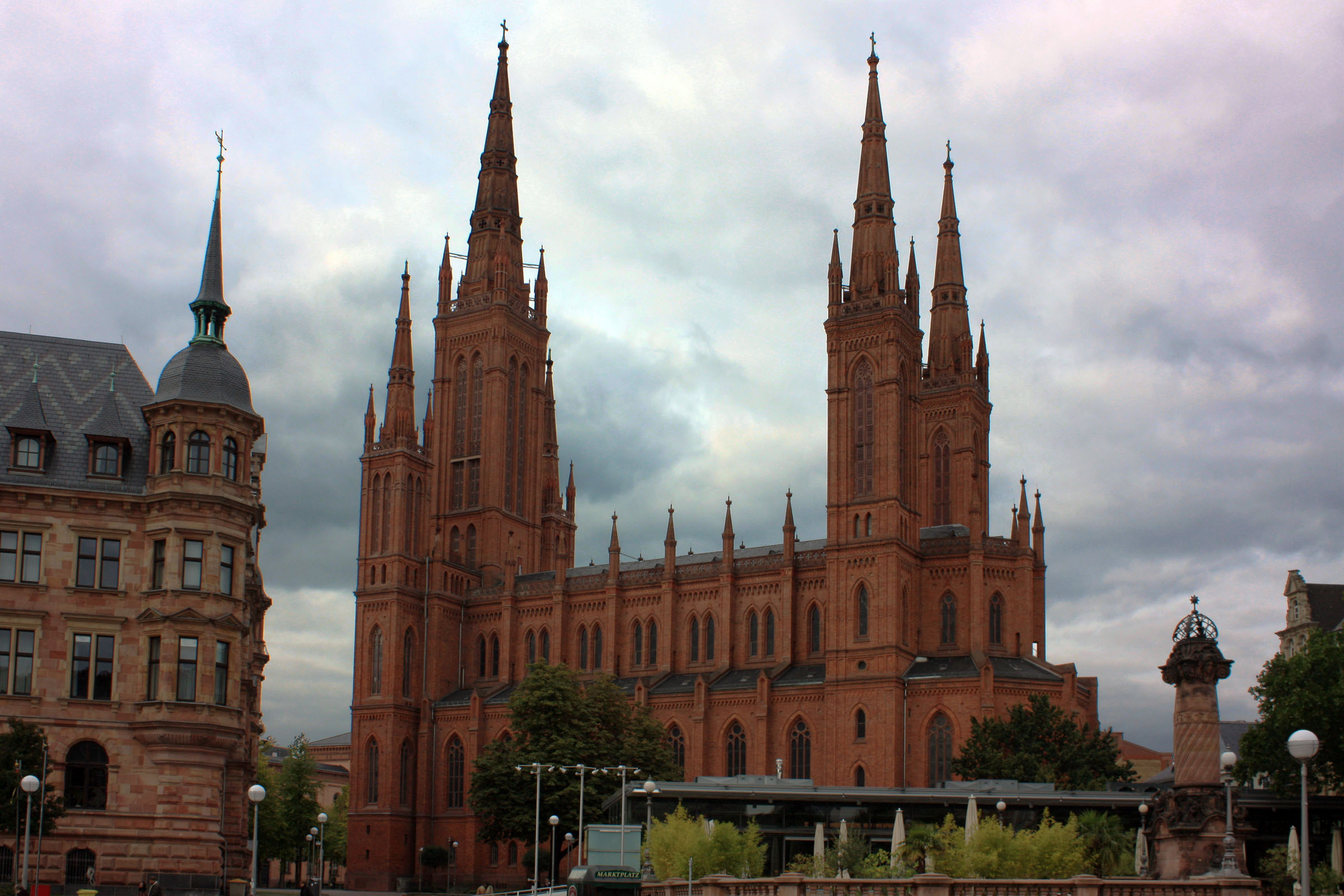
La Iglesia del Mercado de Wiesbaden.

La Marktkirche (Iglesia del Mercado) en Wiesbaden, Alemania, es una iglesia luterana de la época arquitectura neogótica. Arquitectónicamente, es una de las iglesias más destacadas de Wiesbaden y una significativa muestra de los edificios sagrados del luteranismo. Es un edificio de ladrillo alto convierte a este edificio en uno de los más hermosos de Wiesbaden-Mitte.
Fue construida entre 1853 y 1862 diseñada por Carl Boos.